# Jean-Louis Wagnière
 (mars 2025).
Si vous disposez d'ouvrages ou d'articles de référence ou si vous connaissez des sites web de qualité traitant du thème abordé ici, merci de compléter l'article en donnant les références utiles à sa vérifiabilité et en les liant à la section « Notes et références ».
Jean-Louis Wagnière, né le 15 octobre 1739 à Rueyres dans le canton de Vaud et mort le 7 avril 1802 à Ferney-Voltaire, fut le premier et principal secrétaire de Voltaire entre 1756 et 1778.

## Engagement comme secrétaire
Wagnière entra au service de Voltaire en tant que valet de chambre au début de 1755, peu après son implantation dans la région lémanique à Prangins, et il l’accompagna aux Délices à côté de Genève puis à Ferney (aujourd’hui Ferney-Voltaire).
La chance lui sourit lorsque Voltaire renvoya brutalement en 1756 son secrétaire Cosimo Alessandro Collini en raison d’un scandale lié à des amours ancillaires. Le 9 juin 1756, Voltaire pria un ami vaudois de lui trouver « un domestique intelligent et qui même sût un peu écrire » mais il réalisa bien vite le parti qu’il pouvait tirer de ce jeune valet de chambre, intelligent et zélé. Il le forma à la profession de secrétaire en lui donnant au besoin des leçons de latin.

## Le fidèle Wagnière
Wagnière incarne une heureuse exception dans l’histoire tourmentée des relations de Voltaire avec ses secrétaires : il fut, de loin, le plus constant de ses assistants littéraires et le seul à n’être jamais congédié. Sa discrétion, son immense capacité de travail, la perfection de sa main toujours lumineuse et aisée à lire ainsi que sa scrupuleuse honnêteté sont autant de raisons qui expliquent son exceptionnelle longévité. Il servit loyalement pendant près de vingt-quatre ans le maître incontesté de la « République des lettres ». Aussi Voltaire le surnommait-il le « fidèle Wagnière ».
Ses fonctions à Ferney dépassaient les attributions ordinaires d’un secrétaire. Il était tout à la fois bibliothécaire et documentaliste, comptable du domaine de Ferney, administrateur du château, chef du personnel et intermédiaire des innombrables visiteurs qui souhaitaient approcher le maître des lieux (Voltaire jouant aux échecs avec le père Adam). Il fut le principal copiste de son « patron » : la plupart des manuscrits voltairiens des vingt dernières années sont de sa main. On a pu estimer que dans les années 1770, Voltaire lui dictait plus de 90 % de ses lettres.

## La bibliothèque de Voltaire
Après la mort de Voltaire le 30 mai 1778, l’impératrice Catherine II de Russie chargea Wagnière d’installer à Saint-Pétersbourg, au palais de l’Ermitage, la bibliothèque de Voltaire qu’elle avait acquise auprès de ses héritiers. Il n’avait pas été choisi en vain : « j’aurai de vous le besoin le plus essentiel, parce que vous seul avez connu à fond la bibliothèque de M. de Voltaire », lui fit savoir l’agent de la tsarine, Melchior Grimm, le 11 août 1778. Selon la légende, Wagnière aurait installé à Saint-Pétersbourg les livres de son maître en respectant scrupuleusement l’ordre de Ferney. Il établit à cette occasion deux inventaires restés longtemps inédits, l’un des manuscrits conservés dans cette bibliothèque et l’autre des ouvrages marginés par Voltaire.

## L'héritage du maître
Après son retour de Russie, Wagnière s’attacha à défendre la mémoire et l’héritage de son « maître » en rédigeant quatre relations biographiques composées entre 1780 et 1787 : la Relation du dernier voyage de Voltaire (1780-1781), les Additions au Commentaire historique (1781), l’Examen de Bachaumont (1783), et l’Examen des Mémoires pour servir à l’histoire de M. de Voltaire (1787). Ayant circulé à la fin du XVIIIe siècle sous forme manuscrite, ces pièces furent éditées en 1826 par deux des plus grands éditeurs de Voltaire, Beuchot et Decroix. Elles passent pour « être une des sources les plus sûres de la biographie de Voltaire », reconnaît la communauté scientifique après les contemporains de Wagnière qui voyaient en lui « le seul dictionnaire vivant de tout ce qui tient aux 24 dernières années de l’homme le plus célèbre de notre temps ». On exploitera cependant ces relations avec précaution tant qu’une édition critique n’en aura pas été donnée : Beuchot, et surtout Decroix, ne les ont pas éditées sans les réécrire.
Ses tentatives répétées de communiquer à Pierre-Augustin Caron de Beaumarchais divers textes et variantes voltairiens échouèrent : ces documents ne furent pas intégrés à l’édition de Kehl, la première édition posthume des Œuvres complètes de Voltaire. Élu le 9 décembre 1792 à la tête de la mairie de Ferney-Voltaire, Wagnière devint le quatrième maire du village de Voltaire. Parmi ses descendants figure notamment le diplomate Georges Wagnière, qui joua un rôle important dans la définition de la politique extérieure de la Suisse de l’entre-deux-guerres.